# Сидоров Никифор Улянович
Ники́фор Уля́нович Си́доров (1886 , Тимський повітd, Курська губернія, Російська імперія  — 24 вересня 1943 , Сєров, Свердловська область, РРФСР, СРСР ) — український радянський діяч, робітник-металург. Депутат Верховної Ради УРСР 1-го скликання (1938–1943).

## Біографія
Народився 1886 року в багатодітній бідній селянській родині в Тимському повіті, тепер Тимський район, Курська область, Росія. У 1897 році разом із родиною переїхав до міста Юзівки, де почав працювати на шахті.
З 1900 року — робітник залізопрокатного цеху металургійного заводу в місті Юзівці.
У 1906–1911 роках служив артилеристом російської імператорської армії в місті Керчі.
У 1911–1914 роках — робітник залізопрокатного цеху металургійного заводу в місті Юзівці. У 1914 році звільнений з роботи, переїхав до Макіївки, де працював прокатником металургійного заводу. Після невдалого страйку покинув Макіївку, повернувся на металургійний завод в Юзівці, де працював до 1917 року.
З кінця 1917 року — в Червоній гвардії та Червоній армії. У 1919 році брав участь в організації ударного батальйону РСЧА в місті Бердянську, воював проти військ генерала Денініна. Учасник Громадянської війни в Росії, був двічі поранений. У 1921 році демобілізований із Червоної армії.
З 1921 року — робітник, вальцювальник Юзівського металургійного заводу. З 1925 року — майстер трьох станів залізопрокатного цеху Сталінського (колишнього Юзівського) металургійного заводу імені Сталіна. Учасник Першої всесоюзної наради стахановців промисловості і транспорту в Москві.
Член ВКП(б) з 1926 року. 
У 1938 році — майстер-прокатник стану «350» рельсопрокатного цеху Сталінського металургійного заводу імені Сталіна.
26 червня 1938 року обраний депутатом Верховної Ради УРСР 1-го скликання по Сталінсько-Заводській виборчій окрузі № 268 Сталінської області.
Помер 24 вересня 1943 року в евакуації в місті Сєров, тепер Свердловська область, Росія.

## Нагороди, звання
- орден Трудового Червоного Прапора (8.12.1935)